# Amanda Righetti
Amanda Righetti (4 de abril de 1983) es una actriz y productora cinematográfica estadounidense, conocida principalmente por su actuación como Grace Van Pelt en la serie El mentalista.

## Biografía

### Vida personal
Amanda Righetti nació en St. George, Utah y creció en Las Vegas, Nevada, después se mudó a Los Ángeles para tener más oportunidades para actuar. Se casó con el director Jordan Alan el 29 de abril de 2006, en el año 2012 quedó embarazada. Su hijo Knox Addison Alan nació en enero de 2013. El 17 de febrero de 2017, Righetti solicitó el divorcio de Alan después de casi 11 años de matrimonio.

### Carrera profesional
Trabajando como productora de películas, Righetti supervisó la producción de varios anuncios de televisión y de cortometrajes. Después de interpretar un papel en el capítulo piloto de la serie No Place Like Home, los ejecutivos de la cadena de televisión estadounidense FOX se fijaron en ella. Después interpretó un papel regular en la exitosa serie The O. C. como Hailey Nichol. También participó en la serie North Shore con el papel de Tessa Lewis pero la serie se canceló después de su primera temporada.
Más tarde en el 2005, Righetti participó en la serie Reunion de FOX como Jenna Moretti. También en 2005 Righetti apareció en la portada de la revista FHM, y en el ranking de mujeres atractivas que hace esta revista estuvo en el puesto 59 y 84 en el 2005 y 2006 respectivamente.
En el 2006, participó como actriz principal en la secuela de una famosa película de miedo de 1999, House on Haunted Hill, en el papel de Ariel Wolfe. Esta película se estrenó directamente en DVD en el mundo entero en octubre de 2007. Con el título de Return to House on Haunted Hill.
En abril de 2008, Righetti fue elegida para interpretar el papel de Whitney en el esperado remake de Viernes 13. La producción de la película terminó en junio de 2008 pero la película se estrenó en cines en febrero de 2009.
Desde septiembre de 2008, Righetti participa en la serie El mentalista de la cadena estadounidense CBS interpretando el papel de la detective  Grace Van Pelt.
En julio de 2011, tuvo una participación en la película de Marvel: Capitán América: el primer vengador, como la agente de S.H.I.E.L.D. que se presenta luego de  que Steve Rogers despierta y, en septiembre de ese mismo año, Amanda cambió de agencias de talentos: de Paradigma pasó a UTA.
El 19 de octubre de 2014 comenzó las grabaciones de "Sin Recuerdos" en donde protagoniza a Olivia, una chica con amnesia.

## Filmografía

### Como actriz
- Christmas at the Ranch (2021) Kate.
- Queer Fish in God's Waiting Room (corto) Misty.
- Deranged Granny (película para televisión) (2020) Kendall Thompson.
- L.A.'s Finest (serie de televisión) (2020) 1 episodio. Beverly Gamble.
- Pastalight (corto de televisión) (2019) Susanna Lenzi.
- Love at the Shore (película para televisión) (2017) Jenna Turner.
- Colony (2016-2017) - Maddie Kenner.
- No Memories About You (2014-2015) - Olivia Lukas
- Chicago Fire (2014) - Dr. Holly Whelan
- Shadow (2012) - Casey Cooper
- Capitán América: el primer vengador (2011) - Agente de SHIELD
- Cats Dancing on Jupiter (2011) - Josephine Smart (También como productora ejecutiva)
- Wandering Eye (2011) - Maren Abbott
- The Chateau Meroux (2011) - Jennifer
- Viernes 13 (2009) - Whitney Miller
- Role Models (2008) - Isabel
- El mentalista (2008-2015) (TV) - Grace Van Pelt
- K-Ville (2007) (TV) - A.J. Gossett
- Return to House on Haunted Hill (2007) (V) - Ariel
- Pipeline (2007) - Jocelyn
- Marlowe (2007) (TV) - Jessica Reede
- Scarface: The World Is Yours (2006) (VG) (voz)
- Entourage (TV) - Katrina
- Enemies - Kelly Callaway (TV Piloto)
- Reunion (TV) - Jenna Moretti (2005)
- North Shore (TV) - Tessa Lewis (2004 - 2005)
- The O. C. (TV) - Hailey Nichol (2003-2005)
- Romy and Michele: In the Beginning (2005) (TV) - Chica amable
- No Place Like Home (2003) (TV)
- Angel Blade (2002) - Samantha Goodman
- CSI: Crime Scene Investigation (2001) (TV) - Adolescente a caballo
- Kiss & Tell (1996) - La pequeña
- Love and Happiness (1995) - La hermana pequeña de Charlie

### Como productora
- Matter (2008)
- Pipeline (2007)
- Gentleman B. (2000)
- Missing Emotions (1997)